# Société française d'acoustique
Pour les articles homonymes, voir SFT.
La Société française d'acoustique (SFA) est une association du type loi de 1901 créée en 1948 par Yves Rocard, qui regroupe les acousticiens francophones, praticiens et universitaires.
Elle comprend actuellement près de 1 000 membres individuels (chercheurs, enseignants, ingénieurs, musiciens, audiologistes, architectes…) ainsi que des membres institutionnels (sociétés industrielles et laboratoires spécialisés dans le domaine acoustique).

## Objectifs
L'objectif déclaré de la SFA est de favoriser la circulation des informations scientifiques et techniques entre les différents acteurs de l’acoustique ainsi que les contacts entre les laboratoires de recherche et les industriels. Pour cela elle est divisée en dix groupes thématiques :
- transducteurs et électroacoustique (GTEA),
- acoustique du bâtiment et de l’environnement (GABE),
- acoustique physique, sous-marine et ultra-sonore (GAPSUS),
- acoustique musicale (GSAM),
- vibro acoustique et contrôle du bruit (GVB),
- aéro et hydro-acoustique (GAHA),
- perception sonore (GPS),
- acoustique de la parole (GAP),
- bioacoustique (GBIO),
- expérimentations en acoustique (EXACT).

## Activités
La SFA organise ou soutient diverses manifestations : congrès, journées d’étude, ateliers. Elle soutient des activités pédagogiques au travers de sections :
- Grand Nord (GNO) pour des rencontres informelles,
- Jeune (FR-YAN) pour aider les acousticiens en début de carrière.

Elle attribue des récompenses :
- Prix Yves-Rocard (anciennement prix jeune chercheur),
- Médaille française de la SFA,
- Médaille de la SFA attribuée à un chercheur étranger,
- Médaille SFA Industrie attribué à une entreprise.

Par le passé la SFA a attribué les prix Chavasse (1968 à 2017), Canac (1994-2016), Thomson Sintra (1988-1997), Philips (1967-1993).
La SFA est associée à diverses organisations :
- European Acoustics Association (EAA),
- International Commission for Acoustics (ICA),
- International Institute of Noise Control Engineering (I-INCE)[3],
- Collège des sociétés savantes académiques de France,
- Centre d’Information sur le Bruit (CIDB)[4].

Elle fait partie des membres fondateurs de l’association européenne d’acoustique (European Acoustic Association) qui édite la revue en ligne d'accès libre Acta Acustica.
Elle édite également la revue Écho de la SFA, la revue trimestrielle Acoustique & Techniques (A&T) en collaboration avec le CIDB et le journal trimestriel Noise/News International avec l'I-INCE.